# Павутинник червонуватий
Павутинник червонуватий (Cortinarius purpurascens) — вид грибів роду павутинник (Cortinarius). Сучасну біномінальну назву надано у 1838 році.

## Будова
Великий м'ясистий гриб. Слизька шапинка 10-15 см може набувати від коричневого до сіруватого з фіолетовими краями. В молодому віці край шапинки приєднаний до ніжки покривалом. Пластинки лілові, з часом стають іржавого кольору. Міцна блідо-фіолетова ніжка до 10 см має бульбоподібну основу з чітко помітним обідком. Споровий порошок іржавий.

## Життєвий цикл
Плодові тіла з'являються з вересень по листопад.

## Поширення та середовище існування
Поширений в Європі та Північній Америці. Росте у хвойних та мішаних лісах.

## Практичне використання
Неїстівний.